# IC 3356
IC 3356 је галаксија у сазвјежђу Дјевица која се налази на листи објеката дубоког неба у Индекс каталогу.
Деклинација објекта је + 11° 33' 30" а ректасцензија 12h 26m 50,8s. Привидна величина (магнитуда) објекта IC 3356 износи 14,5 а фотографска магнитуда 15,1. Налази се на удаљености од 16,8 милиона парсека од Сунца. IC 3356 је још познат и под ознакама UGC 7547, CGCG 70-84, VCC 950, PGC 40761.